# Corona votiva

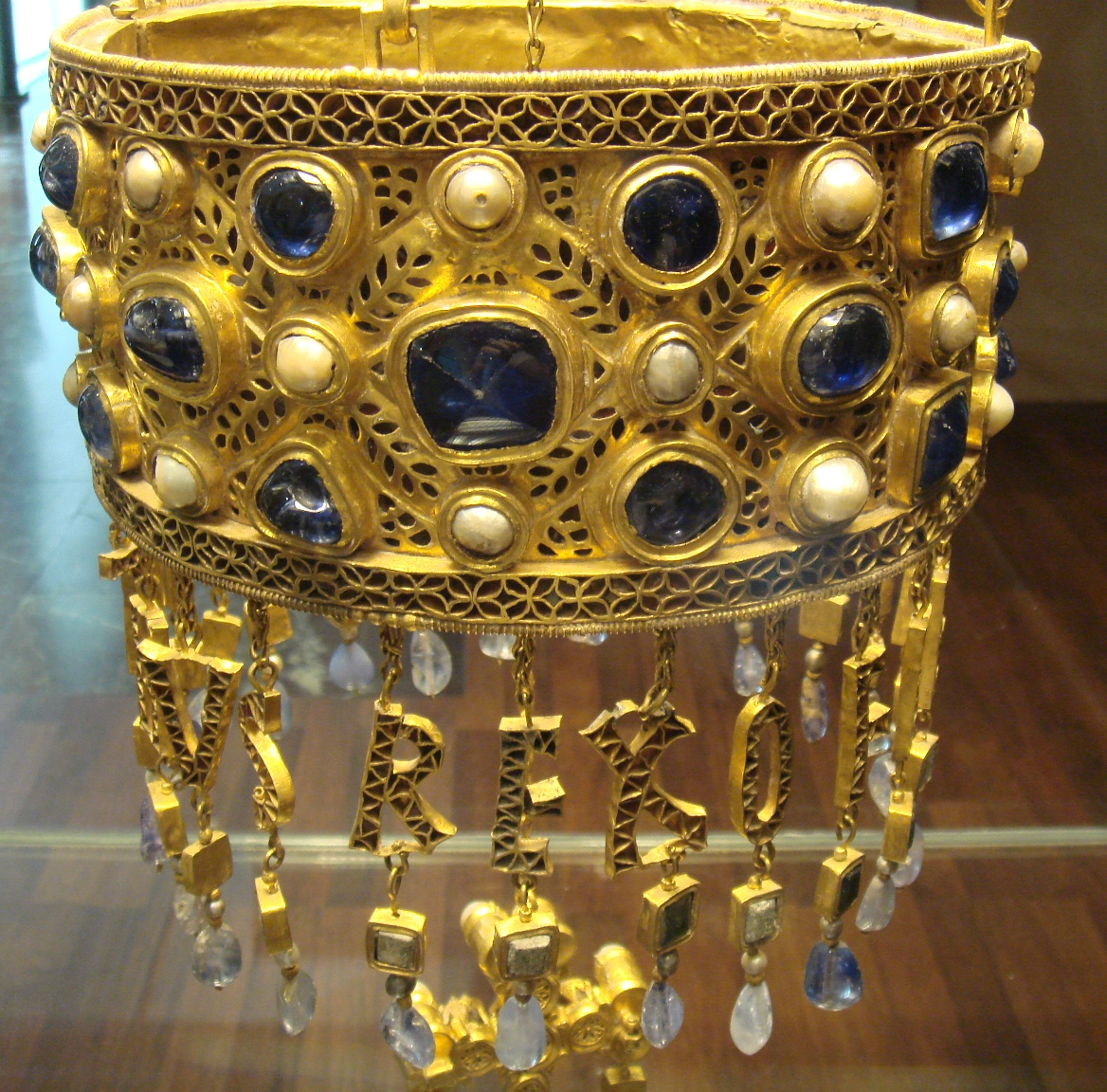
Detall d'una corona votiva suspesa de l'Espanya visigòtica, abans del 672 d.C., part del tresor de Guarrazar ofert per Recesvint. Fora de la vista hi ha les cadenes per a la suspensió i una creu penjant bizantina a sota.

Una corona votiva és un exvot en forma de corona, normalment feta de metalls preciosos i sovint adornada amb joies. Especialment a l'Alta Edat Mitjana eren dissenyades per ser suspeses amb cadenes amunt un altar, santuari o imatge. Exemples posteriors sovint són corones més típiques de l'estil de cada l'època, dissenyades per col·locar-les al cap d'una estàtua o bé reutilitzades d'aquesta manera després d'una donació.

## Exemples precristians
Hi havia corones votives paganes al món antic, encara que només es coneixen per referències literàries. Vitruvi va registrar que Hieró II de Siracusa (mort l'any 215 a.C.) sospitava que el seu orfebre l'havia enganyat amb la confecció d'una corona votiva feta per a una estàtua en un temple, per a la qual ell havia subministrat l'or que s'havia d'emprar, pel que va demanar a Arquímedes que elaborés una prova amb l'objectiu de comprovar que l'orfebre havia utilitzat les quantitats fixades. Això va portar al famós moment «eureka» d'Arquímedes, després d'adonar-se que podia comprovar la veracitat de la corona comparant el seu desplaçament en l'aigua amb el desplaçament del mateix pes en or pur. Així va verificar que, efectivament, l'orfebre havia agafat una mica d'or i n'hi havia afegit plata a la corona. A partir d'altres referències, pareix que en els temps clàssics no només les estàtues dels déus, sinó també alguns governants vius, eren obsequiats amb corones amb l'esperança d'una resposta favorable a una petició.

## Corones votives suspeses

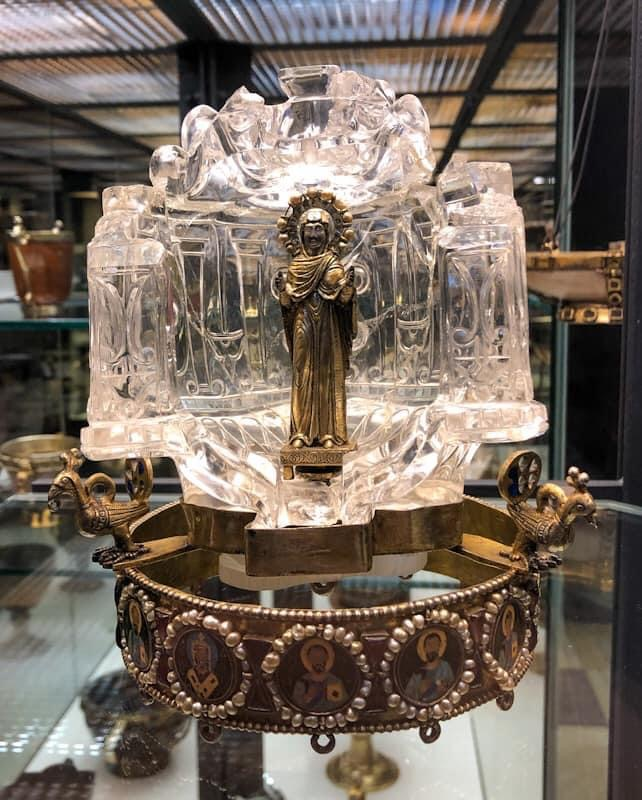
Corona votiva bizantina, donada per Lleó VI (r. 886-912), ara al Tresor de Sant Marc, Venècia

El major nombre d'exemplars de corones cristianes altmedievals supervivents de tipus suspès provenen de la Hispània visigòtica del segle VII, especialment gràcies al tresor de Guarrazar, prop de Toledo, que inclou uns vint-i-sis exemplars d'or, probablement amagats a causa de que s'apropava l'expansió musulmana. Aquestes van ser excavades l'any 1859 i actualment estan dividides entre el Museu Arqueològic Nacional d'Espanya a Madrid i el Museu de Cluny a París. Tanmateix, el tipus suspés era originàriament romà o bizantí, i es va adoptar àmpliament arreu d'Europa; gairebé tots aquests s'han perdut, ja que els objectes eren naturalment extremadament vulnerables al robatori o al saqueig. Aquestes corones no es podien vestir, ja que eren massa petites i també tenien molt sovint pendilia, o ornaments suspesos amb cadenes que penjaven de la corona principal, sovint amb joies i sovint amb forma de lletres que formaven una paraula o frase. Per exemple, a la corona de Recesvint les lletres de la pendilia lletregen «+[R]ECCESVINTHVS REX OFFERET» o «el rei Recesvint va oferir això». Aquestes donacions reials significaven la submissió de la monarquia a Déu. Aquests objectes probablement van ser influenciats per les trenta corones d'or suspeses col·locades al voltant de l'altar major de Santa Sofia per Justinià, avui perduts, encara que la pràctica cristiana és com a mínim tan antiga que el segle IV.
El cos principal de les corones suspeses solia ser pla a la part superior així com a la vora inferior; algunes són només un marc obert de peces metàl·liques enllaçades de manera flexible. Aquestes corones probablement eren comunes a l'Europa cristiana d'aquest període; per exemple, el testament de 572 d'Aredius, un amic ric de Gregori de Tours a la Gàl·lia, es descriu una corona que pareix molt semblant en la forma als exemples espanyols. La corona de ferro de Llombardia es va fer en un primer moment probablement com a corona votiva, encara que més tard es va utilitzar per a la coronació de monarques com Carles V i Napoleó I. Una altra corona d'or va ser una font de contenció a Constantinoble. Va ser donada a l'emperador Maurici (r. 582-602) per la seva dona Constantina i l'emperadriu vídua Sofia, per la Pasqua de l'any 601, destinada a ser emprada per ell. En canvi, ell la va fer penjar per cadenes sobre l'altar principal de Santa Sofia, cosa que va emprenyar les dues dames. Va estar penjada allà durant gairebé dos segles, fins que l'emperador Lleó IV la va cobejar i la va prendre per al seu propi ús. Una altra corona votiva bizantina, donada per Lleó VI (r. 886-912) es troba ara al Tresor de Sant Marc, Venècia, i està decorada amb esmalts cloisonats.

## Corones votives d'estatues

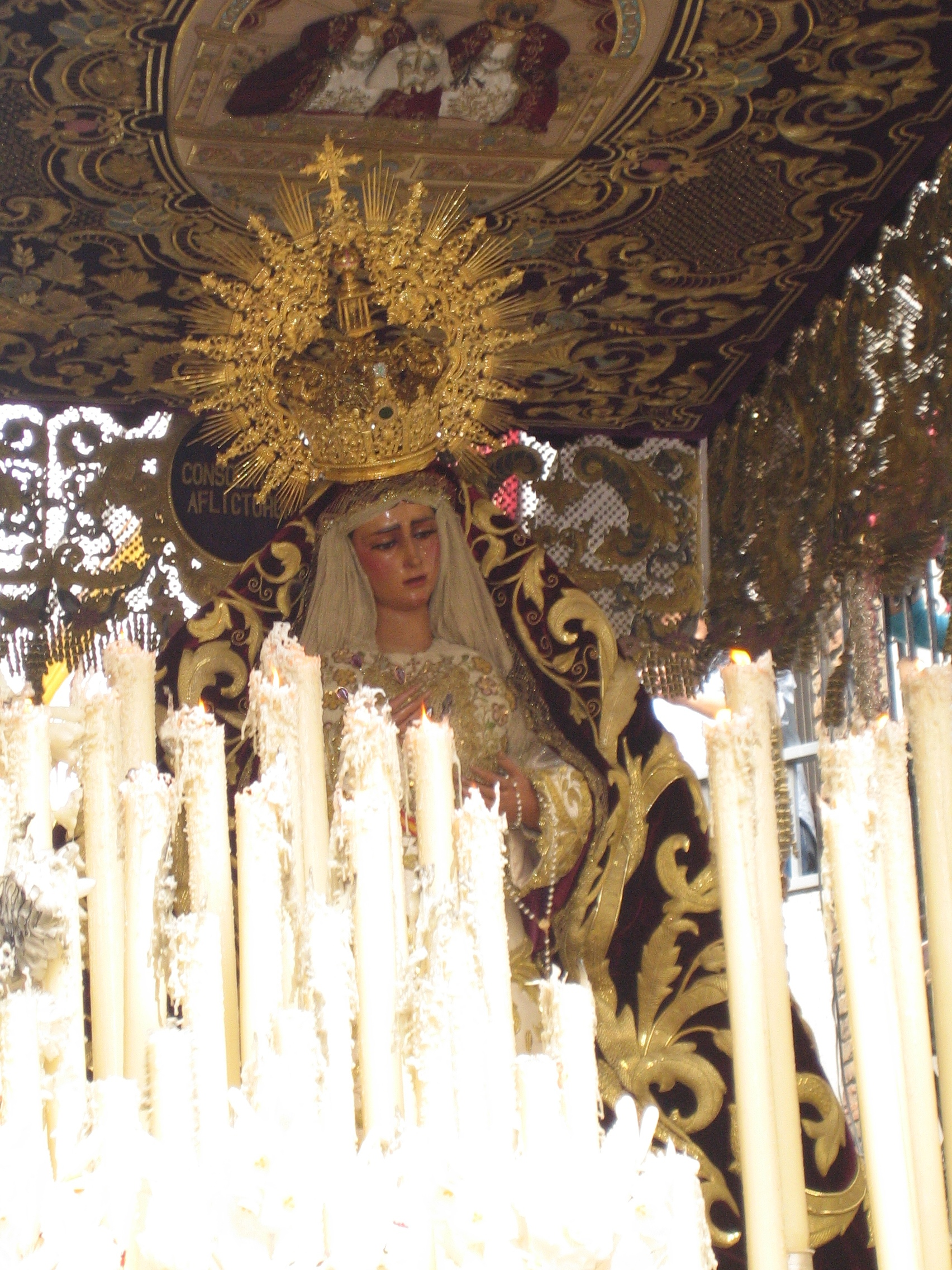
Una de les moltes estàtues de la Mare de Déu coronades portades a les processons de Setmana Santa de Sevilla.

A Anglaterra, una font medieval més tardana diu que el rei Canut va donar "una" (o "la seva") corona per col·locar-la sobre el cap del rood, o un gran crucifix, a la catedral de Winchester (altres notables hi decoraven estàtues amb joies propies o una espasa). La Crònica anglosaxona registra que els homes d'Hereward the Wake van saquejar una corona d'or massís de la capçalera d'un rood de l'altar principal de la catedral de Peterborough l'any 1070. El període romànic va veure el puig de les imatges coronades de Crist, que sovint es mostra portant una corona a la creu en figuracions de fusta i metall, i també l'auge de la il·luminació manuscrita, i també la introducció d'imatges coronades de la Mare de Déu a Occident, a mesura que el concepte de Maria com la Reina del Cel es va fer cada cop més prominent.

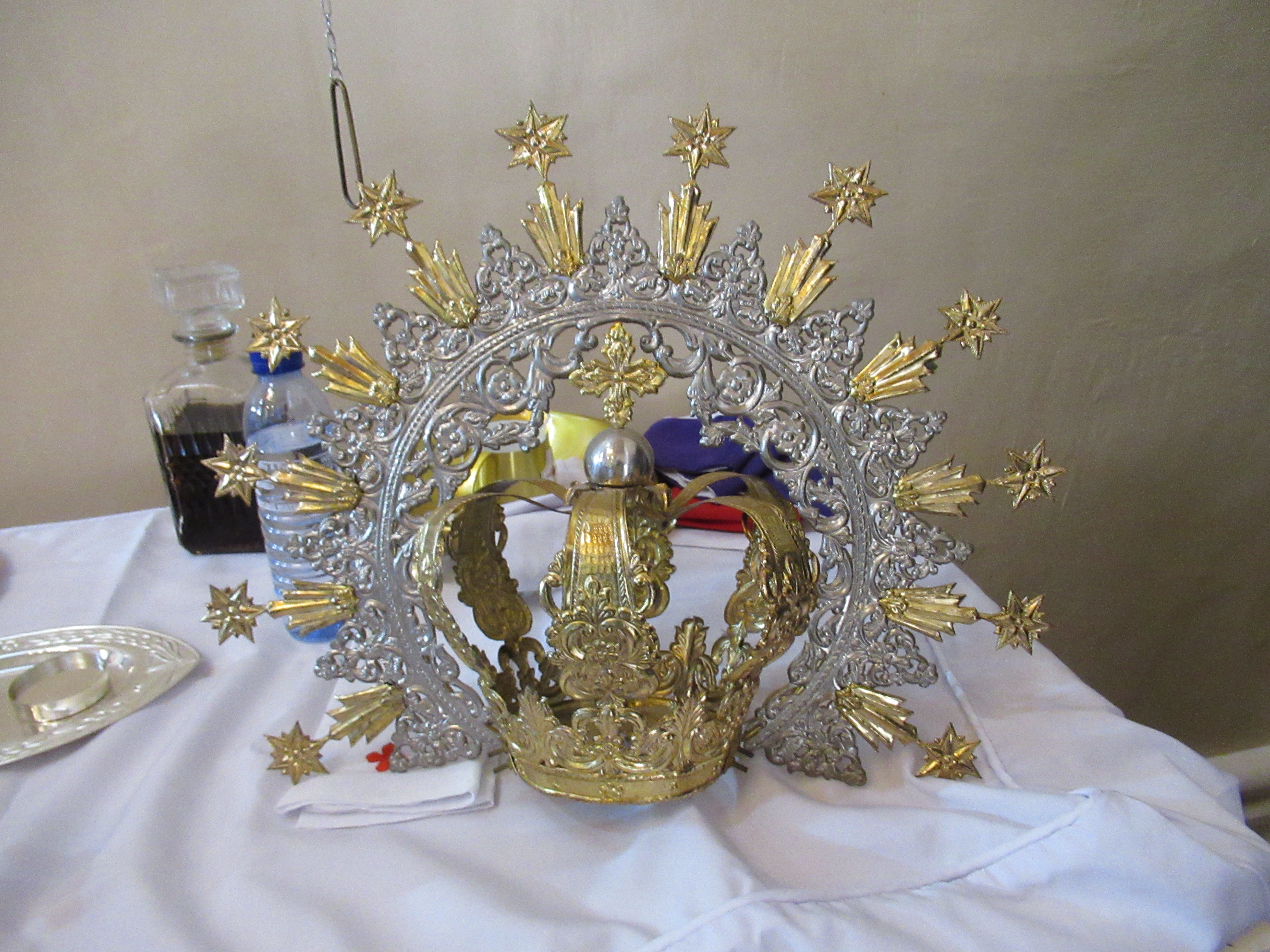
Corona d'estàtua retirada temporalment, Església d'Obando, Filipines.

Una petita corona tardomedieval, ara al tresor de la catedral d'Aquisgrà, es va fer per a les famoses celebracions de noces l'any 1468 de Margarida de York, duquessa de Borgonya, germana d'Eduard IV d'Anglaterra, i més tard es va col·locar en una estàtua de la Mare de Déu com a exvot. Va ser dissenyada per portar-la a sobre d'un tocat i pentinats elaborats, o potser sobre un hennin, i és molt més petita que una corona convencional per portar-la directament al cap. Aquest és ara un exemple rar d'una corona votiva medieval que ha sobreviscut amunt la terra. Uns anys més tard, el 1487, la corona que havia utilitzat el pretendent Lambert Simnel va ser lliurada a una estàtua de la Mare de Déu a Dublín.
Les corones dissenyades exclusivament per a estàtues es van anar fent cada cop més elaborades, sobretot en l'època barroca, i en el món espanyol. Sovint tenen al seu voltant un "rapat solar" radiant, a l'estil utilitzat per a les custodies, com en l'exemple il·lustrat. Les estàtues de la Mare de Déu i de l'Infant Jesús, del tipus de l'Infant Jesús de Praga, es troben entre les més usualment coronades. La Corona dels Andes és una corona votiva de Colòmbia d'or amb 450 maragdes (o esmaragda), pel que sembla feta entre finals dels segles XVI i XVIII, potser originalment com a ofrena d'agraïment perquè la ciutat de Popayán es va salvar d'una pesta. Ara es troba en mans privades als EUA.

## Exemples contemporanis
Les corones votives es continuen produint als països catòlics en els temps moderns. Sovint, aquestes corones són guardades al tresor de l'església, excepte en ocasions especials, com els dies festius rellevants, quan l'estàtua les porta. Crist i la Mare de Déu es mostren amb freqüència amb corones en l'art cristià, en temes com la Coronació de la Mare de Déu. Són les figures més habituals a ser coronades, però també es poden donar corones a altres sants, especialment si el sant era reial, o un màrtir, ja que els mártirs són promesos corones al cel per molts textos.
A Grècia, una tama o exvot de dues petites corones de noces, tal com s'utilitza localment, indica una sol·licitud per a un bon matrimoni. Les corones reals utilitzades a les cerimònies eren normalment conservades per la parella.